# Calchín Oeste
Calchín Oeste è una località situata nel Dipartimento di Rio Segundo, nella regione di Córdoba, in Argentina.

## Descrizione
Questa piccola città si trova nella pampa umida ed è situata sulla Strada provinciale S-397, che collega la cittadina con la Strada Provinciale 13, a 139 km dalla città di Córdoba.
Ubicata nel centro della pianura orientale, è circondata da campi coltivati e allevamenti di animali.
La zona rurale della località è attraversata dal ruscello Calchín.
La festa patronale è il 30 agosto, giorno in cui ricorre la memoria di santa Rosa da Lima.
Le principali attività economiche riguardano l'agricoltura, l'allevamento e l'industria.

## Popolazione
La popolazione cittadina conta 759 abitanti (Indec, 2010), ciò è il risultato di una rapida crescita del 9% rispetto a i 697 abitanti (Indec, 2001) del censimento precedente.

## Toponimia
Calchín significa letteralmente "Posto Salato".

## Storia
La nascita di questo paese risale a quasi 100 anni fa, quando le prime famiglie, principalmente immigrati italiani provenienti dal Piemonte, si insediarono nella zona. La città si sviluppò e divenne presto fiorente, soprattutto grazie all'attività agricola.

### Cappella Santa Rosa da Lima
La storia della cappella comincia nel 1946, quando un gruppo di donne ha costituito la prima Commisión Pro Templo. Anita de Bendinelli venne scelta come presidentessa. 
Le celebrazioni religiose sono cominciate nello stesso anno presso il capannone della signora de Bendinelli. 
Il 29 agosto 1960 padre Humberto Patiño benedisse la Cappella di Calchín Ovest e Santa Rosa ne diviene la patrona.
Attualmente presso la cappella vi è anche la casa parrocchiale, la sagrestia, un salone polifunzionale e i bagni pubblici.

## Celebrazioni

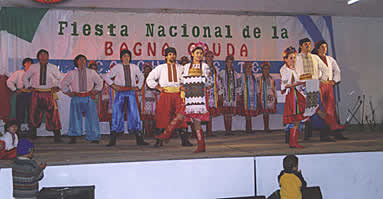
Festa Nazionale della Bagna Cauda

Dalla forte origine piemontese, la popolazione ricorda tutti gli anni le sue tradizioni con la festa nazionale della Bagna Cauda e con la festa regionale dei tajarin caserecci.

## Sismicità
La sismicità della regione di Córdoba è di bassa intensità, si calcola in media un terremoto ogni 30 anni in una zona a caso della regione.